# Кабальна угода
Кабальна угода — угода, укладена на вкрай невигідних умовах, яку особа була змушена прийняти внаслідок збігу важких обставин, якими інша сторона скористалася. Наприклад, у сфері нерухомості це може бути продаж квартири для погашення боргу і за ціною значно нижчою за ринкову.
Кабальна угода може бути визнана недійсною за позовом потерпілого.